# Черепаха та заєць (мультфільм)
«Черепаха та заєць» (англ. The Tortoise and the Hare) — американський анімаційний короткометражний мультфільм 1935 року Волта Діснея. В 1935 році мультфільм отримав премію «Оскар» за найкращий анімаційний короткометражний фільм. 

## Сюжет
На відміну від оригінальної байки, яка була просто змаганням між зайцем і черепахою, в мультфільмі відбувається велика спортивна подія. Заєць Макс — фаворит гонки, самовпевнений, атлетичний і неймовірно швидкий. Його суперник, Черепаха Тобі, навпаки, повільний і незграбний, за що з нього насміхаються. Однак у нього є здатність розтягуватися, яка виявляється зручною в деяких ситуаціях. Макс говорить Тобі, що він збирається брати участь чесно, проте виглядає очевидним, що Макс збирається просто принизити свого суперника. Гонка починається, і Макс відривається з самого старту, а Тобі потрібно було копняк від стартера щоб почати бігти.
Макс домінує в перегонах, проскакуючи повз все на дорозі. Макс вирішує зупинитися, прикидається сплячим під деревом лише для того, щоб побачити, як просувається Тобі. Тобі, подумавши, що Макс дійсно спить, тихенько проходить повз нього. Через деякий час, Макс наздоганяє і пробігає знову повз нього.
Трохи далі по дорозі, Макс пробігає повз дівочу школу. Він зупиняється щоб поговорити з дівчатками-зайчиками. Коли Тобі шкандибає повз, дівчатка запрошують його зупинитися теж, але Тобі відповідає ні, так як він бажає закінчити гонку. Макс затримується, навіть незважаючи на те що Тобі тепер на першому місці, бо він настільки повільний, що Максу не важко наздогнати його. Макс використовує спортивний інвентар школи, щоб показати дівчаткам свої навички як стрілка, бейсболіста і тенісиста.
Тільки потім Макс чує крики натовпу, і розуміє що Тобі не так вже й далеко від фінішної лінії. Він прощається з дівчатками і тікає, як і раніше думаючи, що виграє. Тобі бачить що Макс наздоганяє, і збільшує свою швидкість, розтягуючи свої ноги. В кінці гонки Макс майже завершує гонку, але Тобі розтягує шию і рве лінію першим. Натовп збігається і вітає переможця, Черепаху Тобі, несучи його на руках.